# Haškafa
Haškafa (hebrejsky השקפה, doslova Pohled) byl hebrejský psaný list vycházející v turecké Palestině na počátku 20. století.
Za jeho vznikem stojí Eliezer Ben Jehuda, hlavní postava obnovy novověké hebrejštiny. Ben Jehuda už předtím spolupracoval s listem ha-Chavacelet a také se podílel na činnosti listu ha-Cvi. V roce 1901 získal Ben Jehuda povolení od tureckých úřadů, aby mohl vydávat zcela vlastní noviny. Tehdy přejmenoval ha-Cvi na Haškafa. Dosavadní týdeník Haškafa pak v roce 1904 přešel na frekvenci dvou vydání týdně. V roce 1908, v souvislosti s Mladotureckou revolucí, došlo v Palestině k jistému uvolnění poměrů. Ben Jehuda toho využil. Nejprve proměnil noviny Haškafa na list vycházející několikrát týdně (s cílem zřídit z nich deník). Nakonec ale 30. září 1908 obnovil název původních novin ha-Cvi a začal je vydávat jako deník, první hebrejský deník na území Palestiny. Noviny Haškafa si ponechal jejich vydavatel Jisra'el Širizli.